# Ямагути, Гогэн
Гогэн Ямагути (яп. 山口剛玄 20 января 1909 — 20 мая 1989) — японский мастер и преподаватель каратэ стиля Годзю-рю, ученик Тёдзюна Мияги.

## Биография
Дзицуми Ямагути был третьим из десяти сыновей Токутаро Ямагути. С детства Дзицуми занимался кэн-дзюцу в школе Кирино Тосиаки, который считался одним из лучших фехтовальщиков того времени.
В 1922 году Ямагути начал заниматься окинавским каратэ под руководством плотника Такэо Маруто, выходца с Окинавы. О своём первом опыте изучения каратэ Ямагути писал: «Я заметил, что после нескольких лет регулярных занятий каратэ, мое физическое состояние полностью изменилось. Очень сильно возросла сила ног и поясничных мышц, значительно укрепились мышцы и кости. Кроме этого, я понял, что я в состоянии спонтанно отразить любое нападение».
После школы Ямагути поступил в университет Кансэй в Киото из которого его отчислили, после чего он поступил в Рицумэйкан, где стал руководителем университетского клуба каратэ.
Тогда же Ямагути услышал о Годзю-рю и основателе этого стиля — мастере Тёдзюне Мияги. После встречи с Мияги он стал одним из самых преданных его последователей. Ямагути полностью посвятил себя изучению и преподаванию Годзю-рю, став самым известным преподавателем этого стиля. По словам Ямагути именно Мияги дал ему имя Гогэн, что означало «Врата в Годзю».
С 1935—1937 годы Ямагути провёл на Окинаве, где изучал суть кумитэ, психологические и энергетические аспекты каратэ. Ямагути навсегда сохранил уважение к окинавскому каратэ как истинному искусству боя без каких бы то ни было условностей.
С 1938 по 1945 годы Ямагути находился в Маньчжурии. Этот период его жизни окутан множеством легенд: рассказывают о поединках Ямагути с разными бойцами, о боях с животными.
С 1945 по 1947 годы Ямагути находился в советском плену, где резко контрастировал с другими заключёнными: он держался уединённо, спокойно работал, а по вечерам выполнял странные упражнения, которые включали шаги, медленные движения руками, напряжение мышц и силовое дыхание с громким выдохом. Именно в плену он, якобы, победил тигра, которого специально привезли в лагерь, чтобы укротить странного заключённого. Через несколько дней после этого поединка Ямагути бежал. Согласно другой версии, он был освобождён и репатриирован.
После возвращения в Японию Ямагути занялся созданием филиалов созданной им Ассоциации Годзю-рю каратэ. Он устраивал многочисленные турниры, а в своём додзё в Токио восстановил древнюю традицию «ути-дэси» — приближённых учеников. Ямагути не любил спортивный аспект в каратэ, но, тем не менее, требовал от учеников, чтобы они любой ценой побеждали, если принимают участие в спортивных кумитэ.
Гогэн Ямагути умер в 1989 году, оставив у руля основанной им организации трёх сыновей и двух дочерей.

## Особенности тренировок
Ямагути специализировался, в основном, на ударах локтями и ногами, которые наносил с огромной скоростью и мощью.
Каждый месяц Ямагути отправлялся в горы, где медитировал и выполнял ката Сантин под струями водопада. Раз в месяц он вывозил туда же своих учеников. Тренировка начиналась с обливания холодной водой, после чего совершалась пробежка к водопаду, в водах которого ученики выполняли ката Сантин. После этого они бежали к ближайшему храму для короткой медитации.
Ямагути исповедовал принцип: «Тренируйся так, чтобы мог принять удар любой силы, и так, чтобы противник от твоего удара не оправился».
Большое внимание Ямагути уделял ката Сантин: «Несколько лет ежедневных усилий, и это ката начинает дарить вам необычные ощущения и сверхъестественные возможности…».
Часть методики Ямагути — тренировки в горах, отработка ката Сантин — взял на вооружение основатель Кёкусинкай Масутацу Ояма.